# Ride or Die (Megan Thee Stallion e VickeeLo)
Ride or Die è un singolo dei rapper statunitensi Megan Thee Stallion e VickeeLo, pubblicato il 25 ottobre 2019 come estratto dalla colonna sonora del film Queen & Slim.

## Video musicale
Il video musicale è stato reso disponibile il 14 novembre 2019.

## Tracce
1. Ride or Die – 2:04

## Classifiche
| Classifica (2019) | Posizione massima |
| ----------------- | ----------------- |
| Stati Uniti       | 117               |